# Moh Youn Sook
Moh Youn Sook (* 3. Mai 1910 in Wŏnsan, Hamgyŏng-namdo; † 7. Juni 1990 in Seoul) war eine südkoreanische Lyrikerin und Abgeordnete der Nationalversammlung.

## Leben
Moh Youn Sook wurde am 3. Mai 1910 in Wŏnsan, Hamgyŏng-namdo geboren. Ihr Künstlername war Yŏngun (영운|嶺雲). Sie machte ihren Abschluss in Literatur am Ehwa Technical College. Sie unterrichtete an diversen Mädchengymnasien und arbeitete als Journalistin für den Samch'ŏlli Verlag und die Central Broadcasting Company. 1940 wurde sie aufgrund ihrer Gedichte in einer Polizeistation der Provinz Kyŏnggi inhaftiert. Nach der Befreiung Koreas 1945 war sie nicht nur weiter literarisch, sondern auch in diversen anderen Bereichen tätig. 1948 nahm sie an der Generalversammlung der Vereinten Nationen als koreanische Abgeordnete teil. Sie war in diversen Schriftsteller-Vereinigungen und internationalen Literaturkreisen aktiv. Sie starb am 7. Juni 1990 in Seoul. 

## Werk
Ihre frühen Werke wurden oft für das Schwelgen in oberflächlicher Empfindsamkeit und Gefühlsduselei kritisiert. Sie sind gekennzeichnet durch die genaue Darstellung von unterdrückter Leidenschaft in direkten und lebendigen Bildern. Ihre Gedichte mögen zwar gewagt, dynamisch und gelegentlich auch überfüllt sein, jedoch sprechen sie oft nicht eine einzelne geliebte Person an, sondern das Objekt ihres Ausbruchs von Emotionen ist meist die koreanische Nation. Ihr heftiger und oftmals auch frustrierter Patriotismus verzweigt sich in die Aspekte von Geschichte, Staatsgebiet, Natur und regionalen Angelegenheiten. Vor der Befreiung war sie wie so viele andere Autoren auch dazu gezwungen, ihre Werke den politischen Richtlinien der Besatzer anzupassen. Sie neigte immer mehr zur „reinen Lyrik“, einer Dichtung voller reiner, körperloser Lyrik, die keinerlei politische, gesellschaftliche oder historische Anspielungen enthielt. Nach der Befreiung jedoch gab sie ihren patriotischen Impulsen wieder freien Lauf und verfasste höchst inspirierende patriotische Werke, in denen sie das vorherrschende nationalistische Bewusstsein der Zeit zelebrierte.

## Arbeiten

### Koreanisch

#### Gedichtsammlungen
- 빛나는 지역(地域) Strahlendes Land (1933)
- 렌의 애가 Rens Kind (1937)
- 옥비녀 Die Haarnadel aus Jade (1947)
- 풍랑 Wind und Wellen (1951)
- 정경(情景) Stimmung (1959)
- 풍토(風土) Klima (1970)
- 논개(論介) Nongae (1974)
- 국군은 죽어서 말한다 Die gefallen koreanischen Soldaten sprechen (1987)

#### Essaysammlungen
- 내가 본 세상 Die Welt, wie ich sie gesehen habe (1953)
- 포도원 Der Weinberg (1960)
- 구름의 연가(戀歌) Das Liebeslied der Wolken (1964)
- 느티의 일월 Der Januar einer Zelkove (1976)

#### Gesammelte Werke
- 모윤숙 시 전집 Gesammelte Gedichte von Moh Youn Sook  (1974)
- Gesammelte Werke von Moh Youn Sook  (1982)

### Übersetzungen

#### Englisch
- Wren's Elegy, Prose: The Pagoda, An Epic, and Other Poems, Larchwood (1980)

## Auszeichnungen
- 1967: Preis der Kunstakademie der Republik Korea
- 1970: Pfingstrosen Orden für Staatsverdienste
- 1979: 1. März Kulturpreis
- 1991: Orden für kulturelle Verdienste in Gold